# Episodi di Mina Settembre (prima stagione)
La prima stagione della serie televisiva Mina Settembre, composta da 12 episodi, è stata trasmessa in prima visione su Rai 1 dal 17 gennaio al 14 febbraio 2021, con due episodi alla volta per sei prime serate.
| nº | Titolo                            | Prima TV         |
| -- | --------------------------------- | ---------------- |
| 1  | Un giorno di Settembre a dicembre | 17 gennaio 2021  |
| 2  | My Fair Lord                      | 17 gennaio 2021  |
| 3  | Il pappice e la noce              | 18 gennaio 2021  |
| 4  | Ansia da prestazione              | 18 gennaio 2021  |
| 5  | Onora il padre                    | 24 gennaio 2021  |
| 6  | Andare avanti                     | 24 gennaio 2021  |
| 7  | Amare è lottare                   | 31 gennaio 2021  |
| 8  | Solitudine                        | 31 gennaio 2021  |
| 9  | La vita è un morso                | 7 febbraio 2021  |
| 10 | Un giorno brutto                  | 7 febbraio 2021  |
| 11 | Piccole grandi bugie              | 14 febbraio 2021 |
| 12 | Mio fratello non è figlio unico   | 14 febbraio 2021 |

## Un giorno di Settembre a dicembre
Gelsomina Settembre, detta Mina, è un'assistente sociale che lavora presso un consultorio familiare di Napoli. Dopo aver scoperto il tradimento del marito, il magistrato Claudio De Carolis, con la showgirl Susy Rastelli, Mina va a vivere per tre mesi a casa dell'amica di vecchia data Titti e, quando non può più rimanerci, torna dalla madre Olga, diventata molto più scontrosa dopo la morte del marito, Vittorio, avvenuta circa un anno prima. Sul posto di lavoro, Mina fa la conoscenza del nuovo ginecologo, Domenico Gambardella, che in realtà conosce già avendo avuto con lui uno scontro il giorno precedente. Claudio chiede perdono a Mina per il tradimento, dicendo di averlo fatto perché, dopo la morte del padre di lei, si era sentito messo totalmente da parte, e le chiede una seconda possibilità.
Mina prende tempo, chiedendogli invece aiuto con il caso di Nanninella Capasso, amante del boss Ciro Luongo. Nanninella è stata ricattata: Antonio, uno degli uomini di Ciro, le ha imposto, in cambio della liberazione del figlio Pietro, che ha fatto rapire, di avvelenare il boss durante una festa in barca che si terrà la sera stessa; la ragazza è certa che dopo Antonio ucciderà anche lei, perché non ha intenzione di lasciar andare in giro colei che sa come si è liberato del boss. Mina, Domenico e Rudy Trapanese, portinaio del consultorio, con una scusa riescono a introdursi nell'edificio dove Pietro è tenuto nascosto, portandolo via in ambulanza. Nel frattempo Nanninella, che ha salvato Ciro dall'avvelenamento, viene minacciata da Antonio con una pistola. Fortunatamente arriva la polizia: Claudio fa arrestare Ciro e i suoi uomini che nascondevano nella barca anche dieci chili di cocaina e, se Nanninella collaborerà con la giustizia, troverà una soluzione per lei e il piccolo. Nanninella ringrazia Mina per averle salvato la vita, per poi finalmente riabbracciare il figlio. Cercando inutilmente di prendere sonno, Mina entra nello studio oculistico del padre e, dietro la tabella ottotipica, trova nascosta una chiave.
- Altri interpreti: Maria Vera Ratti (Nanninella Capasso), Giovanni Stellato (Pietro), Carlo Guitto (Ciro Luongo), Ciro Liucci (Antonio), Daria D'Antonio (Concetta Ammaturo), Pasqualina Sanna (Susy Rastelli), Lorena Cacciatore (Giada).
- Ascolti: telespettatori 6 087 000 – share 21,8%[3]

## My Fair Lord
È Natale. Mina viene chiamata da Rudy perché un uomo sta tentando il suicidio dal cornicione del palazzo dove si trova il consultorio. L'uomo si chiama Salvatore Ausiello e ha intenzione di farla finita gettandosi dalla finestra del suo appartamento poiché si trova in difficoltà economica, è senza lavoro e rischia lo sfratto; inoltre, soffre per la lontananza dei suoi tre figli, affidati alla ex moglie Luisa che preferisce farli stare insieme al nuovo facoltoso compagno, Giulio. Mina e Domenico, intanto, accrescono la loro complicità mentre Claudio si confida con l'amico Paolo, marito di Irene (l'altra amica di Mina), il quale gli consiglia di avere un atteggiamento neutro. Titti chiede al fratello Leone, proprietario di uno yacht, di assumere Salvatore, che prima del licenziamento lavorava come marinaio; per essere pronto a ciò, Mina, Titti e Irene impartiscono a Salvatore alcune dritte per diventare marinaio d'alto bordo, affinché ottenga un contratto di lavoro in tempo per l'udienza di separazione, fissata per il 30 dicembre. Tuttavia, una volta raggiunto lo yacht, Salvatore si sente scoraggiato dalle parole di Leone e sta per andarsene. Quando il giovane Pierleone, figlio di Leone e della moglie, cade da un gommoncino, Salvatore si tuffa in acqua e lo porta in salvo. Leone non ritiene Salvatore adatto al lavoro, ma gli offre del denaro per avergli salvato il figlio; l'uomo, però, rifiuta categoricamente sentendosi umiliato da una richiesta simile.
All'udienza di separazione Salvatore, che viene assistito da Irene, riceve inaspettatamente una proposta di contratto a tempo indeterminato come portuale per la compagnia navale di Leone: il termine per l'accordo dell'affidamento dei bambini può così essere rivalutato. Mina si fa dare un passaggio in moto da Domenico e fa esaminare da un ferramenta la chiave trovata nello studio del padre, che scopre corrispondere a una cassaforte. La sera stessa accetta di fare un giro in barca insieme a Domenico, finendo per baciarsi; Claudio, che partecipa a una festa con la praticante Giada, telefona a Mina ma non riceve risposta. Tornata a casa, Mina trova Claudio, passato per farle gli auguri e le offre il mazzo di chiavi della loro casa, dicendosi disposto ad andarsene in un residence, ma Mina rifiuta; prima di andarsene, Claudio ribadisce di non voler rinunciare a lei. Mina trova nello studio la cassaforte alla quale corrispondeva la chiave e, una volta aperta, trova una busta contenente una fotografia che ritrae una misteriosa donna che si ritiene essere stata l'amante del padre, dato che nella lettera allegata l'uomo afferma di aver dovuto lasciarla esclusivamente per non far soffrire la figlia.
- Altri interpreti: Antonio Buonanno (Salvatore Ausiello), Bernardo Casertano (Leone Ferrari D'Aragone), Pamela Formisano (Luisa), Maria Rosaria Cafiero (avvocato di Luisa), Margherita Di Rauso (giudice), Francesco Bellopede (Pierleone), Lorena Cacciatore (Giada).
- Ascolti: telespettatori 5 624 000 – share 23,4%[3]

## Il pappice e la noce
Mina riceve la visita del professor Brunelli, molto preoccupato per un suo allievo, Thomas Crastone: il ragazzo possiede una sensibilità e un talento compositivo incredibili, ma da tre giorni non si presenta a scuola e ha iniziato a frequentare un gruppo di giovani rapinatori. Mina e Domenico convincono Thomas ad aprire loro la porta di casa, ma il ragazzo afferma con frustrazione che, avendo mezza famiglia in galera, lui è l'unico che possa garantire un sostentamento. Tornando a casa, Mina parla a Domenico dell'ultimo incontro avuto con Claudio, ma Domenico risponde che anche lui non intende lasciarla perdere. Dopo aver visto per caso Susy presentare il programma televisivo Io credo in te, Mina le chiede di collaborare per aiutare Thomas e fornisce al programma l'indirizzo della gioielleria che la banda ha intenzione di rapinare e i testi composti da Thomas. La rapina viene sventata dalla troupe della trasmissione, che offre a Thomas l'opportunità di farsi conoscere e di realizzare il suo sogno di diventare un rapper. Alcune parole di troppo di Susy inducono Mina ad approfittare della diretta televisiva per insultarla (dopo essere stata già precedentemente provocata da lei) definendola una gatta morta che deve sciacquarsi la bocca quando parla di suo marito, del quale non merita le attenzioni. Claudio rimane piacevolmente sorpreso dell'affetto che Mina sembra ancora provare per lui, ma lei afferma di essere ancora arrabbiata e che non basta questo per sistemare le cose.
Domenico manda un messaggio a Mina, sostenendo che, se avesse saputo che lei provava ancora qualcosa per Claudio, non si sarebbe fatto avanti. Il giorno dopo Mina ne parla con Titti e Irene, la quale le suggerisce di prendersi del tempo per riflettere e capire cosa vuole veramente, poi Mina le mostra una copia della fotografia della presunta amante del padre. Tornata al consultorio, Mina riceve la visita del professor Brunelli e di Thomas, che la ringrazia per quanto ha fatto e le comunica che presto incontrerà Raiz, il quale aveva cantato un suo testo durante la trasmissione: finalmente Thomas inizia a incidere le sue canzoni. Mina va a trovare Domenico a casa sua per chiarire la situazione e ammette di provare qualcosa sia per lui che per Claudio, dato che vi è stata sposata per dodici anni; quando i due sembrano sul punto di baciarsi, Mina nota delle fotografie ritraenti Piera, una donna con la quale Domenico sostiene di non stare più insieme da tempo. Mina non gli crede e, arrabbiata, se ne va senza dire una parola.
- Altri interpreti: Mimmo Esposito (professor Brunelli), Angelo Caianiello (Thomas Crastone), Pasqualina Sanna (Susy Rastelli), Daria D'Antonio (Concetta Ammaturo).
- Ascolti: telespettatori 6 156 000 – share 22,6%[4]

## Ansia da prestazione
Irene è preoccupatissima per il figlio Gianluca, tanto da chiedere aiuto all'amica Mina: da quando il ragazzo frequenta Marika De Gemmis, ha cambiato improvvisamente atteggiamento nei confronti dei genitori, rivolgendosi a loro in modo maleducato; inoltre, ha prosciugato il suo conto bancario e ha iniziato a fumare. Mina parla con Gianluca, il quale le racconta che, dopo che la morte dei genitori avvenuta tre anni prima, Marika vive insieme al fratello Federico; parlando con la portinaia del palazzo dove vive Marika, Mina scopre che suo fratello in realtà si è trasferito a Roma per lavoro e che torna dalla sorella molto di rado, oltre al fatto che, nel proprio appartamento, la ragazza organizza continuamente festini con ragazzi e ragazze che fanno infuriare gli altri condomini. Più tardi, Mina visita la tomba del padre, dove trova un mazzo di fiori lasciato da ignoti; migliorando la qualità della fotografia della donna misteriosa, Mina scopre un mazzo di fiori identico a quello sulla tomba. Mina riesce a ottenere da una reticente Marika, che è minorenne, il numero di telefono di suo fratello, ufficialmente per fargli firmare un documento; successivamente Mina affronta Gianluca, il quale ammette di aver coperto il fatto che Marika vive da sola pur non potendo in quanto minorenne, poiché non vuole che si trasferisca a Roma e di conseguenza separarsene, e di essere consapevole che Marika ha già un fidanzato, Simone, ma di essere disposto ad aspettarla.
Mina e Titti sostano davanti a una discoteca e vedono Gianluca mentre acquista del viagra da un pusher. Più tardi, Marika chiama allarmata Mina, spaventata perché Gianluca si sente male. Mina e Claudio raggiungono il palazzo ma Gianluca, che si è chiuso in bagno, preferisce parlare solo con Claudio, che riesce a confortarlo. Marika racconta a Mina che è la prima volta che Gianluca prende quelle medicine, e che i soldi che lui le aveva dato le sono serviti per ripagare alcuni suoi debiti, non volendo pesare sul fratello, oltre alla sofferenza che prova per la morte dei genitori. Mentre Gianluca riposa, Claudio chiama Irene per tranquillizzarla e Mina telefona a Federico mettendolo al corrente della situazione; Federico raggiunge la sorella, portandola con sé a Roma. Mina e Claudio distendono i loro rapporti, tanto che, ispirato da una domanda di Marika, tornando a casa Claudio afferma di desiderare ancora un figlio da lei. Al consultorio, Domenico prova a contattare online Piera, che si trova all'estero, per convincere Mina di essere libero, ma lei preferisce andarsene. Tornata a casa, Olga confessa alla figlia di sapere che il marito la tradiva e che lo aveva posto davanti a una scelta: Vittorio aveva quindi lasciato l'amante mentre lei, che non ha mai voluto indagare sull'identità della donna, ci aveva messo una pietra sopra. Olga consiglia a Mina di fare lo stesso con suo marito.
- Altri interpreti: Mariacarla Casillo (Marika De Gemmis), Luciana Zazzera (portinaia), Andrea Avagliano (impiegato al cimitero), Mattia Ferraro (pusher alla discoteca), Daria D'Antonio (Concetta Ammaturo), Kiara Tomaselli (Piera).
- Ascolti: telespettatori 5 806 000 – share 24,8%[4]

## Onora il padre
Mina e Domenico si recano da Lucia Improta, una donna single rimasta incinta tramite inseminazione artificiale in Belgio, rimasta disoccupata subito dopo e in procinto di sfratto: la donna aveva chiesto a Max, compagno di Titti che lavora per una banca, la promessa di una sospensione sul mutuo, ma la banca ci ha ripensato e Max le ha consigliato di vendere l'appartamento a Giulio, un suo amico agente immobiliare col quale si spartirebbe il ricavato, prima che la banca stessa avvii il pignoramento. Mina racconta a Titti del comportamento di Max (a quanto pare reiterato), ma lei stenta a crederle. Mina incontra i genitori di Lucia, incontrando la resistenza del padre Armando ma la comprensione della madre Mirella. Titti parla a un uomo con cui Max aveva litigato in sua presenza e chiede scusa a Mina per non averle creduto, poi cerca di farsi dire la verità da Max stesso, senza risultati. A una commemorazione per suo padre (al quale viene dedicata una biblioteca) presso l'Università Federico II, Mina nota alcuni mazzi di fiori uguali a quello presente nella fotografia della sua amante. Mina sospetta di Adriana Rispoli, che ora occupa lo studio di Vittorio, e gliene parla apertamente, offendendo la donna che vedeva nell'uomo semplicemente una figura paterna.
Dopo aver avuto una discussione con Claudio, Mina raggiunge Lucia, che ha appena partorito in casa grazie all'aiuto di Domenico e Rosaria. Domenico bacia Mina, ma lei lo respinge. Poco dopo, insieme all'ambulanza, giunge anche Mirella, che racconta a Mina un fatto tenuto segreto fino ad allora: quando Lucia aveva diciassette anni, scoprì la madre a letto con un collega di lavoro, facendosi promettere dalla figlia che non ne avrebbe parlato, ma appena poté Lucia se ne andò di casa e Armando si sentì odiato dall'amata figlia; Mirella lasciò l'amante e ricostruì il rapporto col marito, ma ora vuole rivelargli la verità. Irene riesce a ottenere dall'azienda che aveva licenziato Lucia, minacciandola di causa, una transazione con un immediato pagamento; inoltre, la casa rimarrà di sua proprietà. Armando, venuta a sapere la verità, va a trovare la figlia e la nipotina (chiamata Mina) in ospedale; i due ricuciono il loro rapporto. Titti, disgustata dal comportamento di Max, che si approfitta della gente in difficoltà, gli restituisce l'anello di fidanzamento e lo lascia. Durante una passeggiata con Mina, Adriana le rivela che diciassette anni prima, durante un convegno a Vietri sul Mare nel quale figurava come relatore principale, Vittorio non si presentò, ricomparendo solo dopo alcune ore senza dare spiegazioni.
- Altri interpreti: Claudia Ruffo (Lucia Improta), Adele Pandolfi (Mirella Improta), Ernesto Parisi (Armando Improta), Paola Casella (Adriana Rispoli), Claudio Boschi (Giulio).
- Ascolti: telespettatori 6 443 000 – share 23,8%[5]

## Andare avanti
Mina deve occuparsi di Pasquale Coppola, un senzatetto con problemi d'alcolismo. Mina lo conosce da anni in quanto amico di suo padre; purtroppo, a causa di un terribile incidente d'auto, perse tutta la famiglia, lasciando lui come unico superstite e facendolo sprofondare in un immenso dolore. Pasquale non vuole tornare al centro d'accoglienza in cui era ricoverato perché riferisce di aver subìto maltrattamenti; Mina è convinta che il responsabile di ciò sia il nuovo infermiere, Giuseppe Varriale, e chiede a Domenico di portare Pasquale al consultorio. Grazie a delle indagini svolte da Irene, Mina scopre che Varriale è stato licenziato dalla clinica dove lavorava precedentemente dopo una serie di furti di soldi e medicinali, ma non vi è certezza che l'autore dei furti sia stato lui. Mina crede che Varriale abbia picchiato Pasquale dopo che quest'ultimo lo aveva scoperto a rubare; ne parla con Claudio e gli chiede inutilmente di mettere l'infermiere sotto indagine. Mina convince Rudy a fingersi un senzatetto per entrare nel centro e indagare su Varriale: Rudy scopre però che l'infermiere nasconde in un armadietto una grande scorta di merendine perché soffre di una malattia alimentare, e che in realtà è una brava persona.
Mina comprende, dopo un'aggressione di Pasquale ai danni di Domenico, che in realtà è stato lui ad aver picchiato Varriale perché l'infermiere gli impediva di bere alcolici. Mina è delusa dalle bugie di Pasquale, ma lo esorta a ricominciare a vivere; l'uomo si convince a tornare al centro e riprendere in mano la sua vita. Mentre a Vietri sul Mare Mina indaga sul padre, per non rinunciare a lei Domenico decide di contattare la compagna Piera, che al momento si trova in Africa, ma non riesce nel suo intento e la situazione con Mina resta congelata, perché lei non ha intenzione di frequentare un uomo impegnato. I due visitano uno spazio espositivo di ceramiche, e Mina nota che la vista di un balcone è identica a quella della fotografia in suo possesso; l'attuale proprietaria rivela che fino a un decennio prima l'edificio era un piccolo albergo, e che dopo la vendita i proprietari si sono trasferiti in Canada. Mina e Domenico tornano a Napoli dopo essere stati informati da Rosaria di un crollo alla Galleria Borbonica: purtroppo Pasquale, scappato ancora una volta dal centro, è rimasto ucciso nel crollo. Mina è abbattuta, ma Domenico le dice di lasciarsi andare e i due finiscono a letto: vengono però scoperti da Piera, tornata in anticipo.
- Altri interpreti: Salvatore Striano (Pasquale Coppola), Antonella Laganà (Gabriella), Antonio Orefice (Giuseppe Varriale), Davide Leoni (Carmine), Kiara Tomaselli (Piera), Daria D'Antonio (Concetta Ammaturo), Nicola Tammaro (Diego Bassir).
- Ascolti: telespettatori 6 073 000 – share 26,1%[5]

## Amare è lottare
Rudy racconta a Mina e Domenico di Diego Bassir, un bambino figlio di coppia mista italo-marocchina: Diego è rimasto col padre Ahmed dopo che la madre, Vanessa, se n'è andata con un altro uomo; recentemente però, Ahmed è stato arrestato dopo aver picchiato uno dei teppisti che avevano insultato lui e il figlio, e Rudy ha iniziato a prendersi cura del bambino, ma non essendo suo parente lo dovrà presto lasciare. Mina, Rudy e Titti presentano a Diego i suoi nonni paterni, Rania e Farid; Titti, che conosce il francese, fa da interprete e incoraggia Diego a dare una possibilità ai nonni, che prima d'allora non aveva mai incontrato. Questa vicenda commuove profondamente Titti, che non conobbe nessuno dei suoi nonni e rimase orfana da giovane. All'uscita dal consultorio, Piera affronta Mina e, pur ammettendo che le cose tra lei e Domenico non andavano molto bene, le chiede di farsi da parte per consentirle di salvare la sua relazione. Sulla via di casa Mina incontra il generale, un condomino verso il quale sua madre Olga prova un certo disprezzo.
Diego è disperato perché entro i prossimi due giorni i suoi nonni paterni lo porteranno in Marocco, ma lui non vuole assolutamente andarci e vuole rimanere con Rudy; allora Mina chiede aiuto a Claudio, che promette di parlare con il giudice che si occupa del caso, oltre ad aver autorizzato un incontro tra Mina, Irene e Ahmed in carcere; Irene si mette al lavoro per far diminuire la pena di Ahmed a sei mesi poiché l'aggressione è avvenuta per legittima difesa. Purtroppo i nonni di Diego rifiutano di lasciare il nipote a Rudy, affermando che per lui non è nessuno e che in Marocco c'è una famiglia che lo aspetta. Rudy è molto triste, perché per lui Diego rappresenta la famiglia che non si è potuto costruire. Il giorno della partenza, i nonni di Diego capiscono che il posto del nipote è a Napoli, e rinunciano a portarlo via. Mina cerca di raggiungere Domenico prima che parta in vacanza con Piera, volendo riconquistarlo, ma all'ultimo momento decide di lasciarli andare.
- Altri interpreti: Nicola Tammaro (Diego Bassir), Miloud Mourad Benamara (Ahmed Bassir), Felicitè Mbezelè (Rania Bassir), Azouz Abdelaziz (Farid Bassir), Kiara Tomaselli (Piera), Lorena Cacciatore (Giada), Daria D'Antonio (Concetta Ammaturo), Antonio Palmese (Edoardo Nicastro).
- Ascolti: telespettatori 6 319 000 – share 23,7%[6]

## Solitudine
Mina deve aiutare Livia Capasso, un'anziana donna che soffre di disturbo da accumulo e che da tempo non esce di casa; da giovane, Livia sperava di metter su famiglia, ma rimase sola e triste, convincendosi da un certo punto in poi che gli oggetti comprati o trovati potessero donarle il conforto e la compagnia di cui aveva bisogno. Mina la convince a sgomberare il bagno, le cui perdite disturbano l'inquilino sottostante; in caso di rifiuto sarebbero intervenuti i vigili e la ASL avrebbe predisposto per lei il trattamento sanitario obbligatorio. Mina, Rudy, Diego e Rosaria provano ad aiutare Livia a sistemare la casa, ma la donna si innervosisce, cambia idea e li caccia. Livia accetta un appuntamento organizzatole da Mina con il generale e per l'occasione viene vestita e truccata da Mina e Sonia, la badante rumena di Olga. Mentre Livia viene intrattenuta dal generale, Mina, Titti e Irene sistemano l'appartamento della donna; Livia torna in anticipo e le manda via. Prima di andarsene, Mina le dice che in realtà è proprio lei che si è preclusa tutte le occasioni sentimentali che le si erano presentate accampando delle scuse, perché secondo lei stare soli è triste ma forse più facile.
Mina mostra alle amiche un piatto di ceramica regalatole da Titti, proveniente da Vietri sul Mare: nel vederlo, Titti ricorda la sua prima esperienza sessuale avuta con un uomo molto più grande di lei e sposato; Mina inizia a sospettare che sia stata proprio Titti l'amante di suo padre. Il mattino successivo, Mina scopre che Livia ha sgomberato il bagno per farlo aggiustare dall'idraulico e ha deciso di farsi aiutare da uno psichiatra, per ricominciare finalmente a vivere. Domenico torna improvvisamente a Napoli e si ricongiunge con Mina. Quest'ultima chiede apertamente a Titti se è stata lei l'amante di suo padre e l'amica, profondamente offesa e delusa da questa insinuazione, si allontana in lacrime.
- Altri interpreti: Anita Zagaria (Livia Capasso), Lorena Cacciatore (Giada), Kiara Tomaselli (Piera), Antonio Palmese (Edoardo Nicastro), Daria D'Antonio (Concetta Ammaturo), Nicola Tammaro (Diego Bassir).
- Ascolti: telespettatori 5 983 000 – share 26,20%[6]

## La vita è un morso
Discutendo con Domenico, Mina sostiene di essersi lasciata alle spalle la relazione con Claudio, ma il ginecologo non è del tutto convinto. Mina affronta il caso di Michele Mariniello, da tre anni agli arresti domiciliari, il quale vorrebbe ottenere un permesso per partecipare al funerale di un carissimo amico e vicino di casa, Enrico, deceduto a causa di una brutta malattia, grazie al quale ha capito il valore della vita; tuttavia, non avendo alcuna parentela con il defunto, per legge non gli è consentito partecipare. Mina chiede scusa a Titti per averla offesa e la ringrazia per la sua amicizia, ottenendo il suo perdono. Claudio non riesce a ottenere il permesso per Michele, che in passato si è reso responsabile di due tentativi di evasione, un'aggressione a pubblico ufficiale e una rissa. La salma di Enrico viene portata via per la funzione. Mina decide di portarci Michele con l'aiuto di Rudy e Domenico: il primo rimane nell'appartamento nel caso dovesse arrivare qualcuno, il secondo viene con loro per prevenire un'eventuale fuga di Michele.
Durante la messa, Michele si fa avanti e tiene un elogio funebre in onore di Enrico, che si è dimostrato un amico speciale, dall'anima eccezionalmente buona e altruista. Claudio telefona a Mina per avvisarla che la polizia sta per fare un controllo a casa di Michele. Fortunatamente Michele riesce a tornare all'appartamento e a far verificare il controllo dai poliziotti. Mina chiede a Domenico di partecipare a una cena a quattro con Claudio e Giada, ottenendo il suo netto rifiuto. Mina e Claudio cenano da soli perché Giada ha avuto un contrattempo; Mina gli racconta della sua ricerca sull'amante del padre e Claudio le rivela di aver visto una volta Vittorio mentre abbracciava Irene in lacrime. Giada torna a casa e Mina va via sconvolta dopo aver appreso che lei ha le chiavi di casa e dorme nel suo letto, poi raggiunge Domenico a casa dei genitori di lui, dov'è recentemente tornato a vivere.
- Altri interpreti: Peppe Lanzetta (Michele Mariniello), Luca Varone (Enrico Schiapparelli), Elena Elizabeth Scaccia (Flavia Schiapparelli), Peppe Celentano (Giuseppe Gambardella), Patrizia Spinosi (Virginia Rattuso), Lorena Cacciatore (Giada), Antonio Palmese (Edoardo Nicastro).
- Ascolti: telespettatori 6 162 000 – share 22,8%[7]

## Un giorno brutto
Irene cerca insistentemente Mina perché per errore ha scambiato la propria agenda personale con quella dell'amica, dopo una serata al Locale di Titti con Paolo e Domenico. Prima di potergliela restituire, Mina si trova ad affrontare un fatto che la sconcerta: una ragazza, Arianna Cifola, accusa Domenico di aver abusato sessualmente di lei. Domenico racconta a Mina di aver incontrato Arianna pochi giorni prima per prescriverle degli anticoncezionali, ma che dopo essersi allontanato per un momento dall'ufficio la ragazza se n'era andata portandosi via la ricetta. Mina prova a confortarlo, ma Domenico ha il morale a terra. Mina e Rosaria vengono a sapere da Carmela, la madre di Arianna, che la figlia negli ultimi tempi aveva cambiato umore in maniera negativa. Poco tempo prima la stessa Carmela, dopo aver chiesto alla figlia il motivo dei lividi sul suo corpo, si sentì rispondere che erano opera del fidanzato Christian, ma lei non le credette perché l'aveva sempre ritenuto un bravo ragazzo; si mise quindi a frugare tra le sue cose trovando la ricetta degli anticoncezionali e, dopo aver sentito la figlia parlare del ginecologo, le chiese se lui l'avesse picchiata e si fosse approfittato di lei. Mina ottiene da Carmela un giorno di tempo per andare a fondo nella faccenda.
Mina si reca al centro estetico Sharazade, in cui Arianna lavora. Parlandoci, scopre che la ragazza non voleva frequentare la scuola voluta dalla madre per via dei costi troppo elevati, ma Christian le offrì dei soldi dicendole che avrebbe potuto farseli restituire in un secondo momento senza fretta. Mina le chiede perché ha accusato Domenico, ma la ragazza non ne vuole parlare; rimasta sola, Mina sbircia nel cellulare di Arianna e scopre che la ragazza ha ricevuto un messaggio anonimo di minaccia. Domenico decide di prendersi una pausa dal lavoro in seguito ai numerosi insulti ricevuti. Mina risale alla proprietaria del numero anonimo, Maria Pia, proprietaria del centro estetico. Dopo aver ottenuto una confessione da Arianna, Mina affronta Maria Pia: la donna è colpevole di istigazione e favoreggiamento della prostituzione, anche se poneva ai propri clienti certi limiti; uno di essi, però, si spinse oltre e violentò Arianna, e lei comprò il suo silenzio per duemila euro. Mina registra la conversazione e la fa ascoltare a Claudio; Giada li sorprende ad abbracciarsi, provando una certa gelosia. Maria Pia viene tratta in arresto e Carmela promette di chiedere pubblicamente scusa a Domenico. Titti scopre che Edoardo, al quale è interessata, è omosessuale; tornata al suo bar insieme al barista Giordano, inizia a togliere le modifiche apportate da Edoardo, per poi baciare infine Giordano. Mina riconsegna a Irene l'agenda ma questa cade rivelando una fotografia, copia esatta di quella in possesso di Mina: era infatti Irene l'amante di suo padre. Profondamente scossa in seguito alla rivelazione, Mina si allontana.
- Altri interpreti: Martina Attanasio (Arianna Cifola), Bianca Maria D'Amato (Carmela), Alessandra Borgia (Maria Pia Scianatico), Peppe Celentano (Giuseppe Gambardella), Patrizia Spinosi (Virginia Rattuso), Ernesto Estatico (Nicola), Lorena Cacciatore (Giada), Antonio Palmese (Edoardo Nicastro).
- Ascolti: telespettatori 6 182 000 – share 27%[7]

## Piccole grandi bugie
Mina riceve un messaggio vocale da Irene, in cui le confessa di aver iniziato la relazione con Vittorio in un momento particolarmente difficile per lei e la sua famiglia, essendo lui l'unico a capirla. Qualche tempo dopo la rottura e dopo il matrimonio con Paolo, Irene incontrò per caso Vittorio a Vietri sul Mare, dove ebbero il loro ultimo rapporto, prima di non vedersi mai più. Olga confessa alla figlia di aver sempre saputo che era Irene l'amante del marito, ma che non aveva mai detto niente per evitare di causarle ulteriori sofferenze. Mina si sfoga con Claudio, confidandogli la delusione e il ribrezzo che prova nei confronti di Irene e il fatto che si sente sola; successivamente, i due fanno l'amore. Tornata a casa, Mina trova la madre e il generale in rapporti finalmente amichevoli. I due spiegano a Mina che la badante Sonia è scomparsa dopo essere stata vista in compagnia di un uomo. Accompagnata da Titti, Mina si reca alla Casa della Santa, scoprendo da due suore che Sonia in realtà non viene dalla Romania ma è italiana e che il suo vero nome è Nunzia: ogni settimana veniva da San Giovanni a Teduccio per chiedere la grazia di avere un bambino; la donna, inoltre, soffriva per colpa del marito violento, Davide Canfora, ma si ostinava a negare. A un certo punto Nunzia smise di presentarsi e al suo posto venne Davide, furioso e in cerca della moglie.
Nunzia telefona a Mina fingendo di aver preso un permesso ma, quando capisce che lei ha scoperto la sua vera identità, chiude la telefonata. Mina confida a Claudio di credere che Nunzia non abbia denunciato il marito perché, essendo lui poliziotto, temeva che alcuni suoi colleghi avrebbero potuto coprirlo. Quando Claudio si assenta un attimo dall'ufficio, Mina fotografa alcuni documenti riguardanti Davide, dopodiché raggiunge Nunzia, tornata a casa del marito nonostante le sue false promesse, scoprendo dei lividi sulla schiena. Davide torna e aggredisce Nunzia e, quando l'uomo sta per fare lo stesso con Mina, Nunzia reagisce e lo spinge giù per le scale, tramortendolo. Mina accompagna Nunzia in Procura, dove finalmente decide di denunciare il marito. Dopo aver ricevuto un passaggio da Claudio, Mina rincontra Domenico, il quale da giorni non si è fatto vivo al consultorio né ha risposto ai messaggi. Mina è delusa da lui, perché si mostra molto geloso verso di lei malgrado non fosse presente nel momento in cui aveva bisogno di una persona con cui parlare. Domenico le dice di essere stato contattato da una clinica privata e di aver accettato, per cui lascerà il consultorio. Nunzia torna a lavorare per Olga, stavolta con la sua vera identità. Il giorno seguente, Mina ha un breve incontro con Gianluca, a cui Olga reagisce subito dopo dicendo alla figlia di non farlo mai più entrare in casa. Mina si presenta sotto casa di Irene e le dà uno schiaffo, dopo aver scoperto che Gianluca, in realtà, è il suo fratellastro.
- Altri interpreti: Luigi Iacuzio (Davide Canfora), Maria Rita Vincenza Montes (madre superiora), Valentina Illuminati (suora giovane), Lorena Cacciatore (Giada), Veronica Venturi (Irene da giovane), Flavia Gatti (Titti da giovane), Anna Lucia Pierro (Mina da giovane).
- Ascolti: telespettatori 6 546 000 – share 26,4%[8]

## Mio fratello non è figlio unico
Paolo si fa ospitare da Claudio dopo il dispiacere di Gianluca, totalmente ignaro della situazione e frustrato poiché nessuno vuole dirgli alcunché. Olga rivela alla figlia che Vittorio non ha mai saputo del figlio avuto da Irene e di averlo scoperto leggendo la sua posta: la donna capì che Irene era ancora innamorata di Vittorio ma, temendo che avrebbe abbandonato sia lei che Mina se avesse saputo del bambino, strappò le lettere. Olga, pur avendo continuato a volergli bene fino alla sua morte, non perdonò mai il marito. Mina raggiunge Domenico alla clinica in cui è stato recentemente assunto, scusandosi per essere stata brusca e rivelandogli la faccenda riguardante Irene e Gianluca. Durante una passeggiata in compagnia del generale, Olga ammette di aver finto fino ad allora di aver bisogno della sedia a rotelle perché cercava un po' di considerazione. Mina confessa indirettamente a Domenico di essere andata a letto con Claudio. Dopo alcuni atteggiamenti provocatori di Claudio, in cui dice di essere lui il maschio alfa, Domenico sferra un pugno a quest'ultimo e iniziano a picchiarsi. Lusingata che due uomini si diano battaglia per il suo cuore, ma allo stesso tempo delusa dal loro comportamento, Mina si allontana.
Irene confessa a Titti la verità. Giada chiede a Claudio di firmare il suo trasferimento perché ha capito che la loro storia non può avere seguito. Nel frattempo giunge al consultorio un nuovo ginecologo: è Ermanno Jovine, ex marito di Rosaria. Al consultorio si presenta anche Gianluca, il quale chiede a Mina di fare pace con sua madre, almeno come regalo per il suo compleanno. Davide si presenta in consultorio nonostante l'ordinanza restrittiva ricevuta nel frattempo, minacciando Mina e Gianluca con una pistola e ordinando di far venire Nunzia. Mina finge di conversare con Nunzia, ma in realtà avverte Claudio. Irene raggiunge il consultorio e diventa il terzo ostaggio, rivelando involontariamente al figlio, della cui presenza era ignara, che è il fratellastro di Mina. Sentite le grida, Domenico accorre e neutralizza Davide, che viene fatto arrestare da Claudio. Gianluca, furioso nei confronti della madre, fugge in motorino facendo perdere le proprie tracce. Mentre lo stanno cercando, Paolo rivela a Mina che, dopo tentativi infruttuosi per avere un altro figlio, scoprì di essere sterile dopo aver fatto un esame; sapeva quindi della relazione tra Irene e Vittorio, credendo però che fosse finita molto tempo prima; nonostante ciò, decise comunque di crescere Gianluca insieme alla moglie. Titti rivela a Irene di essere incinta di Giordano. Mina raggiunge Gianluca sulla spiaggia, avendo capito che si era rifugiato lì, e i due iniziano a stabilire un legame fraterno, parlando a cuore aperto e facendo una nuotata in mare.
- Altri interpreti: Luigi Iacuzio (Davide Canfora), Francesco Procopio (Ermanno Jovine), Lorena Cacciatore (Giada), Daria D'Antonio (Concetta Ammaturo).
- Ascolti: telespettatori 6 546 000 – share 26,4%[8]